# Girton (Cambridgeshire)
Girton – wieś i civil parish w Anglii, w Cambridgeshire, w dystrykcie South Cambridgeshire. W 2011 civil parish liczyła 4559 mieszkańców. Girton jest wspomniana w Domesday Book (1086) jako Gretone.